# Saurauia briquetii
Saurauia briquetii là một loài thực vật có hoa trong họ Dương đào. Loài này được Buscal. miêu tả khoa học đầu tiên năm 1927.